# Penya Escacs Cerdanyola
Penya Escacs Cerdanyola – klub szachowy z siedzibą w Cerdanyola del Vallès.

## Historia
Klub został założony w 1952 roku. W 1986 roku rozpoczął rozgrywki w najwyższej lidze Katalonii. W 1988 roku klub zadebiutował w hiszpańskiej Primera División, zajmując jedenaste miejsce. W 1990 roku zespół uzyskał wicemistrzostwo. Skład klubu w lidze stanowili wówczas Jordi Magem Badals, Javier Campos Moreno, Lluís Comas Fabregó i Joan Mellado Triviño. W następnych latach zespół nie występował już w najwyższej hiszpańskiej klasie rozgrywkowej, występując jednak regularnie w lidze katalońskiej.